# 코로나바이러스 감염증

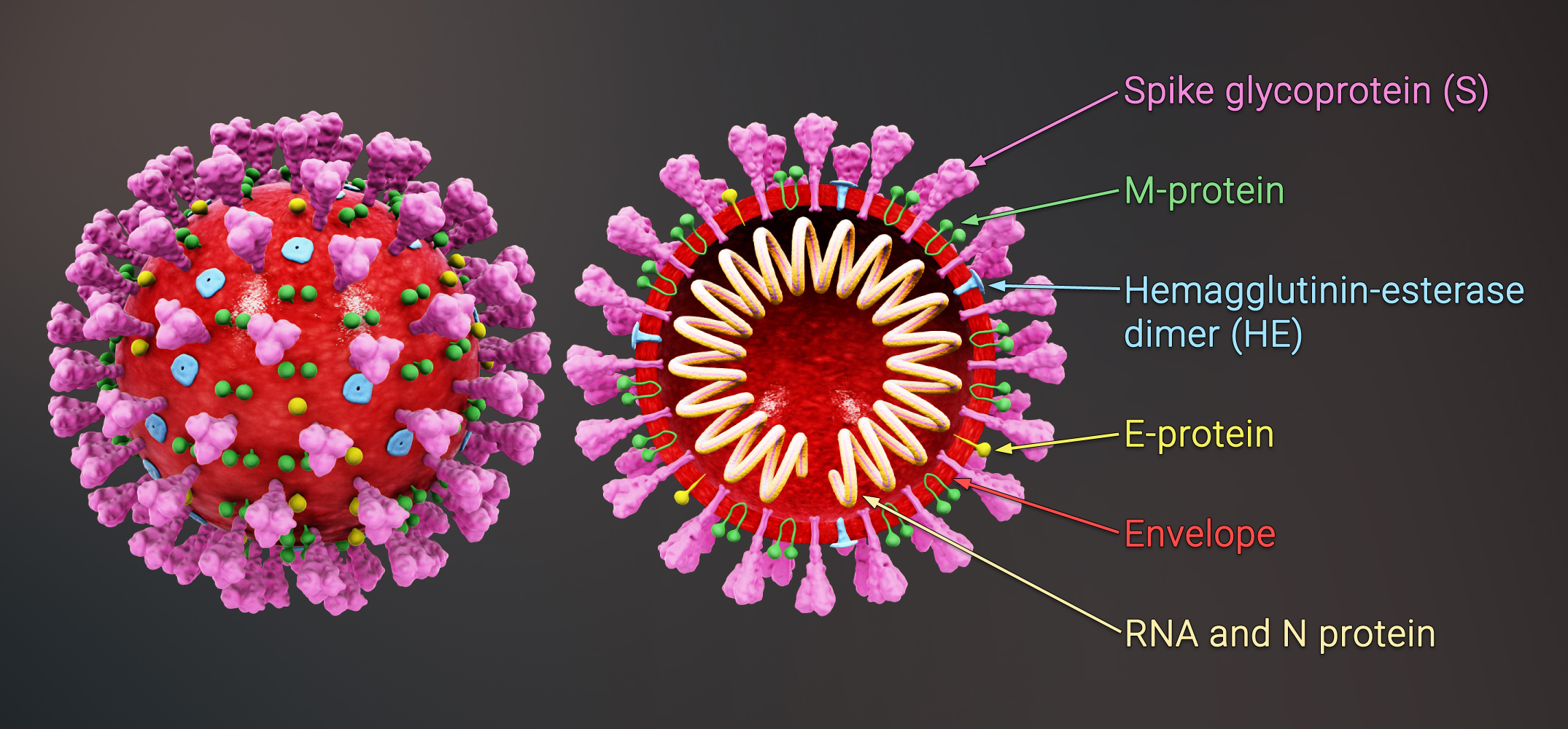
코로나바이러스의 구조

코로나바이러스 감염증(영어: coronavirus disease, COVID, 문화어: 코로나비루스 감염증)은 코로나바이러스에 감염되어 생기는 질병으로, 대표적인 질병은 다음과 같은 질병이 있다.
- 중증급성호흡기증후군 (SARS)
- 중동호흡기증후군 (MERS)
- 코로나바이러스감염증-19 (COVID-19)